# Щурковые
Щурковые (лат. Meropidae) — семейство птиц отряда ракшеобразных (Coraciiformes). Международный союз орнитологов выделяет 3 рода и 31 вид.

## Внешний вид
Птицы с ярко окрашенным плотным, блестящим, сходным у самцов и самок оперением на стройном теле. В окраске преобладают синий, зелёный и жёлтый тона. Крылья длинные, острые, полёт быстрый. Птицы обычно имеют вытянутый, немного изогнутый тонкий клюв. Ноги короткие, что затрудняет передвижение по земле.

## Образ жизни
Представители семейства питаются в основном насекомыми, особенно предпочитают пчёл, ос и шмелей, которых ловят на лету; едят муравьёв. Добычу ловят на лету, как ласточки, либо взлетая с ветви или обрыва.
Стайные птицы. Обитатели открытых пространств; лесов избегают. Гнездятся колониями в норах, вырытых в обрывах или на ровных местах.
В кладке 2—9 белых яиц. Насиживают самец и самка. Птенцы вылупляются голые.
Истребляя пчёл близ пасек, вредят пчеловодству.
Некоторые представители занесены на страницы «Красной книги».

## Ареал
Большинство представителей обитают в умеренных и тропических частях Африки, но некоторые из птиц встречаются и в Южной Европе, на Мадагаскаре, в Азии, Австралии и Новой Гвинее. Некоторые виды перелётны.

## Систематика
В составе семейства выделяют три рода с 31 видом:
Род Nyctyornis — Ночные щурки
- Nyctyornis amictus — Краснобородая ночная щурка
- Nyctyornis athertoni — Синебородая ночная щурка

Род Meropogon — Сулавесские щурки
- Meropogon forsteni — Сулавесская щурка

Род Merops — Щурки
- Merops breweri — Черноголовая щурка
- Merops muelleri — Синеголовая щурка
- Merops mentalis
- Merops gularis — Чёрная щурка
- Merops hirundineus — Ласточкохвостая щурка
- Merops pusillus — Карликовая щурка
- Merops variegatus — Синегрудая щурка
- Merops lafresnayii — Черногрудая щурка
- Merops oreobates — Ошейниковая щурка
- Merops bulocki — Красногорлая щурка
- Merops bullockoides — Белолобая щурка
- Merops revoilii — Сомалийская щурка
- Merops albicollis — Белогорлая щурка
- Merops boehmi — Бёмова щурка
- Merops viridissimus
- Merops cyanophrys
- Merops orientalis — Малая зелёная щурка
- Merops persicus — Зелёная щурка
- Merops superciliosus — Оливковая щурка
- Merops philippinus — Синехвостая щурка
- Merops ornatus — Радужная щурка
- Merops viridis — Малайская щурка
- Merops americanus
- Merops leschenaulti — Буроголовая щурка
- Merops apiaster — Золотистая щурка
- Merops malimbicus — Розовая щурка
- Merops nubicus — Нубийская щурка
- Merops nubicoides — Карминная щурка